# المعلى بن خنيس
ٱلمُعَلَّىٰ بْنُ خُنَيْسٍ (بتشديد اللام) راوٍ شيعي، من أصحاب الإمام الصادق ووكلائه، اختلفوا في وثاقته. قُتل سنةَ 131 هـ بأمرٍ من داودَ بْنِ علي والي المدينة في حكومة بني العباس.

## حياته

### سمه ونسبه
هو: «المُعَلَّى بْنُ خُنَيس، أبو عبد الله، مولى الصادق جعفر بن محمد  ومن قبله كان مولى بني أسد، كوفي بزاز»

### مختصر عن حياته
هو المعلى بن خنيس مولى جعفر الصادق، واختص به، ولم يرو عن غيره من الأئمة، وقليل جدا ما يروي عن الرواة، وكان وكيلا للإمام الصادق على تجارة له وعلى بعض شؤونه، وقد عاش في عصر مليء بالصراعات والثورات والآراء، متعدد النزعات، كالقبلية والشعوبية، كما شهد سقوط الدولة الأموية، وقيام الدولة العباسية، وظهور اتجاهات متعددة داخل الكيان الشيعي كالعباسية والكيسانية والزيدية والحسنية والغلاة إلى جنب خط الأئمة المتمثل بجعفر الصادق، وكان أحد أقطاب الصراع إلى جنب الإمام الصادق، وكان ملتزما بهديه، عارفا بحقه، منكرا لما يقوله أصحاب الاتجاهات الشيعية الأخرى، كما كان يسعى؛ لأن يكون الأمر والحكم للإمام، ولما شعر العباسيون بالخطر من الإمام الصادق وأصحابه وأبرزهم كان المعلى، قدم داوود بن علي على قتله، ولما عاد الإمام من مكة اقتص من السياف الذي قتل المعلى، ودعا الله لينتقم من داوود بن علي، فكان قتل داوود بدعاء الإمام، ثم أخذ يترحم على المعلى في مناسبات عديدة، وقضى عنه دينه.

## الجرح والتعديل
اختلفت أقوال علماء الشيعة في الجرح والتعديل:

### الجرح
أحمد بن علي النجاشي: «ضعيف جدا، لا يعول عليه»
ابن الغضائري: «والغلاة يضيفون إليه كثيرا، ولا أرى الاعتماد على شيء من حديثه»
ابن داود الحلي: : كوفي بزاز، بالمعجمتين، ضعيف جدا لا يعول عليه"
عبد النبي الجزائري: «ذكره في قسم الضعفاء» 

### التعديل
البرقي: "مولى(1) أبي عبد الله (عليه السلام) كوفي بزاز."
الشيخ الطوسي: «فمن الممدوحين، المعلى بن خنيس، وكان من قوام أبي عبد الله (عليه السلام)، وإنما قتله داوود بن علي بسببه، وكان محمودا عنده، ومضى على منهاجه، وأمره مشهور»
سيد ابن طاووس: والذي ظهر لي أنه من أهل الجنة
الشيخ البهائي: «والحق أن معلى بن خنيس ممدوح جدا، وترحم عليه الإمام الصادق وأثنى عليه»
إسماعيل المازندراني: «اختلفت الأخبار والأقوال في مدحه وقدحه، لكن الدال على القدح بين ضعيف ومجهول، وأما الدال على المدح فبين صحيح وموثق وحسن ومعتبر»
أبو علي الحائري: «بعد التتبع في كتب الأخبار والأدعية والمناقب من طرق الخاصة والعامة يظهر لي بطلان ما نسبه إليه ابن الغضائري قطعا، وكونه من أجلاء الشيعة»
عبد النبي الكاظمي: «اتفقت الأخبار على عدم ضعفه وهي أقوى من تضعيف النجاشي وابن الغضائري»
سليمان الماحوزي: «ابن خنيس مختلف فيه، والقاعدة تقتضي جرحه، والأخبار متظافرة في مدحه، والاعتماد عليها أظهر»
النووري الطبرسي: «أنه من أولياء الله، وأنه من أهل الجنة ودخلها بعد قتله، وأنه كان قوي الإيمان، ثابت الولاية، مؤثرا نفسه على نفوس إخوانه»
محمد آصف المحسني: «الحقّ ما عليه الشّيخ من حسن حاله، وقبول رواياته» 
علي النماري: فظهر مما ذكر ضعف قول المضعفين "
الخوئي: «والذي تحصل لنا مما تقدم أن الرجل جليل القدر، ومن خالصي شيعة أبي عبد الله»

### من توقف عنده
العلامة الحلي «اذ نقل من ضعفوه ونقل من وثقوه ولم يعلق عليها»
المجلسي: إذا قال في حديثه «مختلف فيه»

## الهوامش
1 - وفقا لمباني الشيعة في علم الرجال فإن كان الشخص إذا كان مولى أو وكيل لأحد المعصومين فهو يعتبر ثقة، راجع كليات في علم الرجال - جعفرالسبحاني